# Helmut Bartels (Pädiater)
Helmut Bartels (* 10. August 1934 in Dortmund; † 16. August 2016) war ein deutscher Kinderheilkundler und Hochschullehrer.

## Leben
Bartels studierte Medizin in Marburg, Lübeck und bei Hans-Rudolf Wiedemann in Kiel. Er wurde während seines Studiums Mitglied des Marburger Wingolfs und später dann der Wingolfsverbindung Chattia zu Würzburg. Er promovierte 1960 in Marburg mit einer Dissertation über die Spätprognose bei Blutungsübeln im Kindesalter. 1969 habilitierte Bartels sich in Lübeck.
Im März 1981 übernahm Bartels den Lehrstuhl für Kinderheilkunde an der Julius-Maximilians-Universität Würzburg und die Leitung der Universitäts-Kinderklinik in Würzburg. Während seiner Amtszeit wurden unter anderem verschiedene umfangreiche Baumaßnahmen durchgeführt. Er initiierte auch das Frühdiagnosezentrum Würzburg. Die Nachfolge in der Leitung der Klinik übernahm im Jahr 1999 Christian P. Speer. Vor seiner Berufung nach Würzburg war Bartels bereits Direktor der Professor-Hess-Kinderklinik des Zentralkrankenhauses St. Jürgen-Straße in Bremen.

## Schriften (Auswahl)
- Spätprognose bei Blutungsübeln im Kindesalter, Dissertation, Marburg 1960.
- Vergleichende Enzymbestimmungen in Erythrocyten während der normalen kindlichen Entwicklung und bei Kindern mit Down-Syndrom. Ein Beitrag zur Frage des Gen-Dosis-Effektes, Habilitationsschrift, Lübeck 1969.
- (Hrsg.): Pädiatrische Diagnostik und Therapie, 29., überarb. Aufl., Urban und Schwarzenberg, München u. a. 1997, ISBN 978-3-541-01799-7.